# Programa de cites
Un programa de cites o concurs de cites (en anglès, dating game show) es tracta d'un subgènere televisiu enquadrat en el denominat xou d'impacte i que habitualment té forma de concurs. Un programa de cites respon habitualment a la fórmula de formar parelles entre concursants. Els vencedors aconsegueixen una cita. Les variants, dins d'aquest esquema, són múltiples. La fórmula té el seu origen als Estats Units, i s'ha volgut trobar el primer exemple al programa The Dating Game, estrenat per ABC el 20 de desembre de 1965. La seva mecànica ha estat de les més populars: una persona soltera, separada per una pantalla d'altres tres persones solteres, a les quals per tant no pot veure, ha de formular-los preguntes i finalment decidir a quin prefereix com la seva possible parella. Una de les fites més destacades en el gènere s'ha volgut trobar també en Blind Date. Va haver-hi diverses versions internacionals. A Brasil, es va anomenar Namoro na TV, va ser presentat per Silvio Santos i es va emetre entre 1976 i 1988. A Colòmbia, va haver-hi una altra versió anomenada Adán y Eva, transmès per Caracol Televisión el 1987 i va ser presentat per Jota Mario Valencia. A Mèxic, Las Andanzas de Cupido es va emetre per TV Azteca.